# Entodon novarae
Entodon novarae är en bladmossart som beskrevs av Lin Shan-hsiung 1984. Entodon novarae ingår i släktet Entodon och familjen Entodontaceae. Inga underarter finns listade i Catalogue of Life.